# Guitonia troglophila
Guitonia troglophila is een krabbensoort uit de familie van de Xanthidae. De wetenschappelijke naam van de soort is voor het eerst geldig gepubliceerd in 1992 door Garth & Iliffe.